# Massacro di Szczurowa
Il massacro di Szczurowa fu l'assassinio di 93 persone di etnia rom, tra cui bambini, donne e anziani, avvenuto il 3 agosto 1943 per opera dei nazisti. Nel villaggio polacco di Szczurowa  vivevano tra le dieci e le venti famiglie rom  da varie generazioni, sufficientemente integrate nella comunità polacca tanto che ci furono diversi matrimoni misti.

## Il massacro
Il 3 agosto 1943 la polizia tedesca radunò quasi tutti gli abitanti rom del villaggio e li trasportò al cimitero locale dove furono fucilati: l'elenco delle vittime è conservato con i documenti della chiesa locale.

## Commemorazione
L'8 maggio 1956, gli abitanti del villaggio e i membri delle associazioni di veterani locali eressero un monumento commemorativo con un'iscrizione sul luogo della fossa comune delle vittime. Questo luogo diventò il primo monumento commemorativo delle vittime dell'Olocausto rom al mondo. Il monumento oggi è curato dagli alunni delle scuole locali e la memoria della tragedia è parte della coscienza storica locale. Il memoriale si riferisce alle vittime come "locali" piuttosto che come rom, il che dimostra il livello di integrazione dei rom nella comunità, di contro la decisione di omettere il riferimento diretto al popolo rom nel memoriale può anche essere il risultato della strategia politica del governo polacco dell'epoca.
Dal 1960, i rom di Tarnów si recano sul posto per onorare la memoria delle vittime. Dal 1996, la Carovana Internazionale della Memoria Rom viaggia intorno alla regione di Tarnów per commemorare l'omicidio di massa nazista dei rom. La tappa principale della carovana è proprio Szczurowa dove viene celebrata una messa nella chiesa locale dopo la visita alla fossa comune.
Oltre a quello di Szczurowa, la regione di Tarnów è stata teatro di altri crimini nazisti contro la comunità rom: la maggior parte delle vittime e il loro luogo di sepoltura sono attualmente sconosciuti. Le altre fosse comuni dei rom assassinati nella regione includono quelle di Bielcza (28 assassinati), Borzęcin Dolny (28 assassinati) e Żabno (49 assassinati).
Il popolo rom, che visse in Europa a partire dal XV secolo, fu tra i gruppi individuati dal regime della Germania nazista per la persecuzione e fu generalmente assassinato insieme agli ebrei, contando una cifra variabile tra 500.000 e 1.500.000 persone uccise in tutta Europa durante l'Olocausto.